# Construct (album, Dark Tranquillity)
Construct je v pořadí desáté a studiové album skupiny Dark Tranquillity. Vyšlo v roce 2013.

## Seznam skladeb
1. For Broken Words
2. The Science Of Noise
3. Uniformity
4. The Silence In Between
5. Apathetic
6. What Only You Know
7. Endtime Hearts
8. State Of Trust
9. Weight Of The End
10. None Becoming
11. Immemorial (bonus)
12. Photon Dreams - instrumental (bonus)